# Francisco Cantera Burgos
Francisco Cantera Burgos (Miranda de Ebro, 21 de novembre de 1901 - Madrid, 19 de gener de 1978) va ser un destacat humanista, hebraista i historiador espanyol, que va obtenir reconeixement mundial pels seus estudis sobre el judaisme espanyol.

## Biografia
Es va llicenciar en Dret en la Universitat de Valladolid i en Filosofia i Lletres en la Universitat Central de Madrid. El 1927 aconseguí la càtedra de Llengua i Literatura Hebrea en la Universitat de Salamanca, que abandona el 1934 per ocupar la mateixa càtedra en la Universitat Central de Madrid. El seu treball va fer despertar la letargia al que es tenia sotmès als estudis hebraics a Espanya. Va fundar l'Institut Benito Arias Montano i la revista Sefarad, on va escriure multitud d'articles.
Va morir el 19 de gener de 1978 a Madrid. Complint la voluntat del seu testament, es va fundar, a l'any següent, la institució que porta el seu nom. És, a més, fill predilecte de la seva ciutat natal.
Va pertànyer, entre d'altres, al Comitè Presidencial de la Unió Mundial d'Estudis Jueus, a l'American Academy for Jewish Research, a la Reial Acadèmia de la Història des de 1951, a l'Acadèmia Nacional de Veneçuela, a l'Acadèmia Panamenya de la Història, a l'Institut Històric i Geogràfic d'Uruguai, a l'Institut Històric i Geogràfic de Veneçuela, a la Societat de Geografia i Història de Guatemala, a l'Acadèmia de la Història de Bolívia, a l'Acadèmia Nacional de la Història de la República Argentina i a l'Institut Històric de Xile. Endemés fou condecorat com a cavaller comanador de l'Orde de Sant Silvestre.

## Obres
- Las Inscripciones hebraicas en España (1956)
- Sinagogas de Toledo, Segovia y Córdoba (1973)
- Fuero de Miranda de Ebro (1980)
- Seis temas mirandeses (1981)
- Sinagogas españolas (1984)
- La Judería de Miranda de Ebro (1987)
- Historia medieval de Miranda de Ebro (1991)